# Потапова Алла В'ячеславівна
Алла В'ячеславівна Потапова (нар. 7 серпня 1933, Саратов — 14 липня 2021, Київ, Україна) — дитяча письменниця, громадська діячка.

## Біографія
Народилась 7 серпня 1933 року в родині інженерів. У 1967 році закінчила філологічний факультет Київського державного університету ім. Т. Г. Шевченка. Працювала в газетах «Рабочая газета», «Комсомольское знамя», «Рабочее слово». Член Союзу журналістів і член Союзу письменників України. Заслужений працівник культури України (2001).
У 1961-67 роках — працювала кореспондентом газет «Комсомольський прапор», «Робітнича газета», радіо «Останні новини».

У 1964 році — стала членом Спілки журналістів СРСР.

У 1967 році — закінчила факультет російської філології Київського державного університету ім. Т. Г. Шевченка.

У 1967-83 роках — працювала заступником редактора, редактором газети «Робітниче слово».

У 1982 році — стала членом Спілки письменників СРСР.

З 1983 року — заступник голови профкому Спілки письменників України, з 1997 року — член правління Київської організації Спілки письменників України, з 1996 року — член приймальної комісії Спілки письменників України, з 1997 року — член правління Літфонду Спілки письменників України.

1983-86 роки — автор, ведуча програми для підлітків «Я і Ти» дитячої редакції радіо (1 програма).

З 1991 року — член Національної Спілки письменників України.

У 1991 році — засновує й очолює Всеукраїнське національне культурно-просвітницьке товариство «Русское собрание» і стає його головою.

З 1996 року — шеф-редактор газети «Російські збори».

З 1998 року — шеф-редактор газети «Нове літературне слово».

У 2000 році — засновує російськомовний літературний журнал «Російське слово» (Русло).

У 2001 році — стає президентом Всеукраїнського національного культурно-просвітницького товариство «Русское собрание».

У 1997—2001 роках — член Ради з питань мовної політики при Президентові України. Співголова Співдружності українських, російських, білоруських письменників. Голова журі російської літературної поетичної премії ім. М. Ушакова Національної Спілки письменників України.

З 2001 року — член Товариства дитячих та юнацьких письменників Росії, заступник голови Слов'янського комітету України, голова виконкому Конгресу російських організацій України, голова Російської палати громадської ради України.
14 липня 2021 року — померла.

## Відзнаки, нагороди та премії
1982 р. — за роботу в журналістиці відзначена Грамотою Президії Верховної Ради України.
1982 р. — нагороджена журналістським Дипломом «Золоте перо».
1996 р. — за нариси «Діти Славутича» отримала Міжнародну журналістську премію «ЧАЕС: вчора, сьогодні, завтра».
1996 р. — за книги для дітей — лауреат літературної премії імені Володимира Короленка.
1998 р. — відзначена Міністерством культури і мистецтв України Знаком «За досягнення в розвитку культури і мистецтва».
2001 р. — отримала звання Заслужений працівник культури України.
2003 р. — нагороджена Почесною грамотою і медаллю 1-го ступеня Міжнародного Союзу Слов'янських журналістів.
2003 р. — відзначена мером м. Києва «Знаком Пошани».
2004 р. — нагороджена «Орденом княгині Ольги» III ступеня.
2004 р. — Президент Російської Федерації В. В. Путін вручив російський «Орден Дружби».
2006 р. — стає лауреатом літературної премії імені В. Короленка.
2007 р. — нагороджена орденом Преподобного Нестора Літописця (Українська Православна Церква МП).
2008 р. — нагороджена орденом Катерини Великої 1-го ступеня.[джерело?]
2009 р. — стає лауреатом літературної премії імені Ю. Долгорукого.
2010 р. — міжнародна громадська організація «Федерація жінок за мир у всьому світі» у номінації «Жінка року» вручила Аллі В'ячеславівні нагороду «Жінка-літератор».
2011 р. — стає лауреатом літературної премії імені Олексія Толстого.

## Твори
Автор 40 книжок для дітей та дорослих. Серед них: «Ходит речкой пароход», «Как дорога стала железной», «Янтарик», «Лето красное пришло», «Цирк», «Молочный зуб дракона Тишки», «Поговорим откровенно», «Лукошко», «Зуар Безстрашный», «Маша и Чарлик», «Дневник для мамы», «Как ручей в гости ходил», «Считалки», «Цветочные часы», «Сундук со счастьем», «Що за буквами стоїть?», «Тебе любов моя», «От дальней той поры», «Разговор с тобой», «Углы любви», «Точка зрения», «Мы все еще разбрасываем камни», «Я слово говорю», «Отцу, пропавшему без вести», «Семь тисячелетий в августе» та ін.
- 1978 — Як дорога стала залізною
- 1979 — Тобі, любов моя
- 1981 — Янтарик
- 1982 — Літо чарівне прийшло
- 1983 — Від дальньої тієї пори …
- 1983 — Цирк
- 1984 — Червона зірочка
- 1985 — Квіти
- 1985 — Молочний зуб дракона Тишки
- 1987 — Казка про Дмух
- 1987 — Азбука дідуся Никифора
- 1988 — Злобливий Ап-Чих
- 1988 — Поговоримо відверто
- 1989 — Зуарі Безстрашний
- 2004 — Сімейний психолог відповідає
- 2008 — Введення в психологію розвитку

## Книжки
- 1957 — Спокійної ночі. Вірші для дітей. Саратов
- 1979 — Тобі, любов моя. Київ
- 1983 — Від давньої тієї пори. Київ
- 1986 — Молочний зуб дракона Тишки. Київ
- 1994 — Розмова з тобою. Київ, «Український письменник»
- 1995 — Молочний зуб дракона Тишки. Київ (друге видання)
- 1999 — Кути любові. Київ, «Випол»
- 2000 — Скринька з щастям. Повість-казка. Київ, «Випол»
- 2017 — «Молочний зуб дракона Тишка» — Київ: «Час майстрів», 2017—152 с.